# Politica del Bhutan
Il Bhutan è una monarchia costituzionale dal 18 luglio 2008. Il re del Bhutan è il capo di Stato. Il potere esecutivo è esercitato dal Lhengye Zhungtshog, o Consiglio dei Ministri, guidato dal Primo Ministro. Il potere legislativo spetta al Parlamento del Bhutan, diviso in una camera alta, il Consiglio Nazionale, e una camera bassa, l'Assemblea Nazionale. Un editto reale emesso il 22 aprile 2007 ha revocato il precedente divieto sui partiti politici, permettendone la formazione in vista delle elezioni dell'Assemblea nazionale che si sarebbero tenute l'anno successivo.  Nel 2008, il Bhutan ha adottato la sua prima Costituzione moderna, codificando le istituzioni di governo e il quadro legale per un sistema multipartitico democratico.
L'Economist Intelligence Unit ha classificato il Bhutan come "regime ibrido" nel 2016.

## Sovranità
Ufficialmente mai colonizzato, il Bhutan ha sempre avuto rapporti molto stretti con la vicina India, anche ai tempi della colonizzazione inglese. La politica estera e di difesa doveva essere decisa dagli inglesi in base al trattato di Punakha del 1910. Nel 1949, dopo l'indipendenza, l'India accettò di continuare il Trattato di Punakha e di non interferire nelle questioni interne del Bhutan, mentre il Bhutan accettò "di essere guidato dal consiglio del governo indiano in merito alle sue relazioni esterne" (articolo 2). Il trattato stabilì anche il libero commercio e la completa estradizione tra i due paesi.
Nel febbraio 2007, il Trattato di amicizia indo-bhutanese è stato sostanzialmente rivisto con la cancellazione di tutti i riferimenti a frasi come relative alla guida nella politica estera, eliminando così gli ultimi dubbi persistenti sulla sovranità del Bhutan.

## I tre poteri dello Stato
La Costituzione del Bhutan prevede esplicitamente la separazione dei poteri - esecutivo, legislativo e giudiziario - oltre all'ufficialmente apolitico Dratshang Lhentshog (Commissione per gli affari monastici), che si occupa di questioni religiose. I poteri secolari e religiosi del governo sono unificati nella persona del Druk Gyalpo (re del Bhutan).
Ci sono molte commissioni, agenzie e istituzioni indipendenti che operano al di fuori di questo quadro generale, come la Royal Monetary Authority of Bhutan e la Commissione elettorale. Ci sono anche agenzie i cui membri provengono da più di un ramo del governo, come la Commissione giudiziaria. 

### Potere esecutivo
| Ruolo          | Nome                           | Partito              | Dal              |
| -------------- | ------------------------------ | -------------------- | ---------------- |
| Re             | Jigme Khesar Namgyal Wangchuck |                      | 15 dicembre 2006 |
| Primo Ministro | Lotay Tshering                 | Druk Nyamrup Tshogpa | 7 novembre 2018  |

Il capo di Stato del Bhutan è il Druk Gyalpo ("Re del Drago"). Anche se il suo titolo è ereditario, egli deve abdicare all'età di 65 anni, ma può essere rimosso in anticipo con un voto a maggioranza di due terzi da parte del parlamento seguito da un referendum nazionale, che deve essere approvato a maggioranza semplice in tutti e venti i distretti del paese. Prima del 2008 esisteva un processo di abdicazione simile in base al quale l'Assemblea nazionale unicamerale, o Tshogdu, poteva costringere il re ad abdicare.
Lo Je Khenpo è il più alto funzionario religioso del Bhutan ed è a capo del Dratshang Lhentshog (Commissione per gli affari monastici). In genere è considerato il consigliere più vicino e potente del re del Bhutan. 
Il capo del governo del Bhutan è il suo Primo Ministro. Questi è nominato dal partito che ottiene il maggior numero di seggi all'Assemblea Nazionale ed il compito di dirigere l'esecutivo, chiamato Lhengye Zhungtshog (Consiglio dei Ministri).
Nel 1998, i poteri esecutivi del monarca furono trasferiti al Consiglio dei ministri. A quel tempo, i candidati al Consiglio dei ministri erano eletti dall'Assemblea nazionale per un mandato di cinque anni e dovevano essere membri dell'assemblea legislativa. Il governo era guidato dal Primo Ministro. La carica di Primo Ministro ruotava ogni anno tra i cinque candidati che ottenevano il maggior numero di voti. Il progetto di Costituzione del Bhutan del 2005 prevedeva un sistema democratico bipartitico.

### Potere legislativo

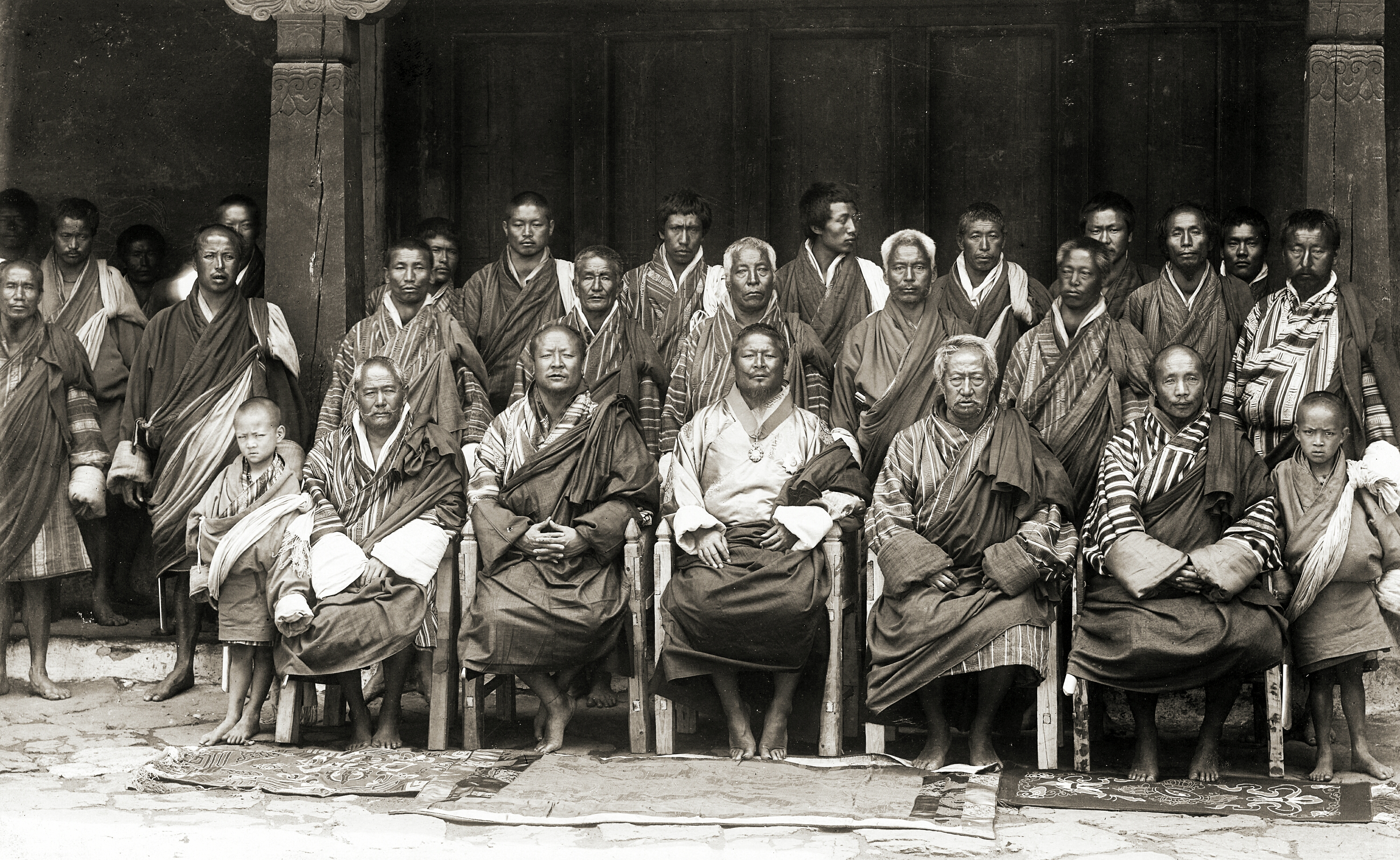
Ugyen Wangchuck e i suoi consiglieri a Punakha, nel 1905.

La Costituzione del 2008 sancisce che le elezioni legislative siano aperte a tutti i cittadini, secondo il modello del suffragio universale. Il Parlamento bhutanese è bicamerale, composto da un Consiglio nazionale (Camera alta) e da un'Assemblea nazionale (Camera bassa).
Prima del 2008, il potere legislativo era in mano a una sola Camera, chiamata Tshogdu, composta da 150 membri. Questi erano divisi in 106 membri eletti in diverse date per un mandato di tre anni in collegi uninominali, 34 membri nominati e 10 rappresentanti del corpo monastico. Il suffragio in Bhutan in quel momento era molto particolare in quanto ogni un voto poteva essere espresso da un'unità familiare e non dai singoli individui.

#### Partiti politici ed elezioni
In Bhutan, i partiti politici, le elezioni e i referenda sono supervisionati dalla Commissione Elettorale, un'agenzia indipendente di regolamentazione governativa.
I candidati per la maggior parte delle elezioni e le nomine in Bhutan devono essere al di fuori della struttura partitica; tuttavia, i partiti politici possono presentare candidati per i seggi all'Assemblea Nazionale. Il partito che ottiene il maggior numero di posti nomina il Primo Ministro. Il primo Primo Ministro, Jigme Thinley, eletto nel 2008, era membro del Partito per la Pace e la Prosperità del Bhutan. 
Tra i maggiori gruppi di pressione politica rientrano il clero buddista, le organizzazioni etniche nepalesi, la Comunità mercantile indiana e il Fronte unito per la democrazia in esilio. Di seguito, i risultati delle elezioni generali in Bhutan del 2008:
| Colore partito             | Partito                                        | Voti    | %     | Totale seggi |
| -------------------------- | ---------------------------------------------- | ------- | ----- | ------------ |
|                            | Partito per la Pace e la Prosperità del Bhutan | 169.490 | 67,04 | 45           |
|                            | Partito Democratico Popolare                   | 83.522  | 32,96 | 2            |
| Totale (affluenza 79,4%)   | Totale (affluenza 79,4%)                       | 253.012 | 100   | 47           |
| Fonte: election-bhutan.org |                                                |         |       |              |

### Potere giudiziario
Il sistema legale del Bhutan si basa sui codici stabiliti dallo Shabdrung Ngawang Namgyal nel XVII secolo con le successive influenze della common law anglo-indiana. Secondo quanto previsto dalla Costituzione del 2008, il potere giudiziario è suddiviso tra Corte Suprema del Bhutan, Alta Corte del Bhutan e da venti corti degli dzongkhag, una per ogni distretto del Paese. In tredici dungkhag (una sottodivisione dello dzongkhag) divisi tra sei dzongkhag, i tribunali del dungkhag sono i tribunali di primo grado. In tutte le altre giurisdizioni, la Corte dello dzongkhag locale è il tribunale civile e penale di primo grado. L'Alta Corte è la prima corte d'appello, mentre la Corte Suprema rappresenta l'ultimo grado di appello. La Corte Suprema ha tuttavia competenza di primo grado sulle questioni costituzionali e sulle questioni di rilevanza nazionale sottopostele direttamente dal Re. I giudici della Corte Suprema e dell'Alta Corte sono nominati dal re.
Prima del 2008, nel sistema giudiziario bhutanese il monarca rappresentava l'ultima corte d'appello (la "Corte suprema d'appello"), mentre i reati minori erano di competenza di funzionari governativi locali. L'Alta Corte Reale del Bhutan era la più alta corte del paese e aveva giurisdizione originale sui venti distretti dello stato. Le nomine giudiziarie erano fatte dal monarca e potevano essere revocate dallo stesso in qualsiasi momento.

#### Sistema legale
Il sistema di giustizia penale si basa su un processo che si svolge davanti a una giuria. Il pubblico ministero - spesso un impiegato del governo - cerca di ottenere un'ammissione di colpa da parte dell'imputato. Se ciò accade rapidamente, la condanna viene inflitta in forma lieve. Se invece la colpevolezza è ovvia ma l'imputato si rifiuta di ammetterla, la sentenza può essere corrispondentemente grave. I giudici possono inoltre archiviare il caso per mancanza di prove in qualsiasi momento. La recente legislazione definisce la necessaria prova di colpevolezza più da vicino, fornendo una maggiore protezione contro accuse false o errate. Reati minori possono essere processati anche dai giudici distrettuali.
Il Bhutan non ha accettato la giurisdizione obbligatoria della Corte internazionale di giustizia.

## Divisioni amministrative
Dal 1992 il Bhutan è diviso in 20 distretti, due in più rispetto alla precedente suddivisione: Bumthang, Chukha, Dagana, Gasa, Haa, Lhuntse, Mongar, Paro, Pemagatshel, Punakha, Samdrup Jongkhar, Samtse, Sarpang, Thimphu, Trashigang, Trashiyangtse, Trongsa, Tsirang, Wangdue Phodrang e Zhemgang.

## Adesione a organizzazioni internazionali
Il Bhutan è membro di diverse organizzazioni internazionali: AsDB, BIRS, CIO, ESCAP, FAO, FMI, G77, ICAO, IDA, IFAD, IFC, Intelsat, Interpol, ITU, Movimento dei paesi non allineati, OMS, OMT, ONU, OPAC, Piano Colombo, SAARC, UNCTAD, UNESCO, UNIDO, UPU, WIPO e WMO.